# Esther Elisha
Esther Elisha (Brescia, 25 giugno 1980) è un'attrice italiana.

## Biografia
Nata da padre originario del Benin e da madre italiana, si diploma alla Scuola d'arte drammatica Paolo Grassi di Milano. Sul grande schermo appare in Il prossimo tuo di Anne Riitta Ciccone, Last Minute Marocco di Francesco Falaschi e Là-bas - Educazione criminale di Guido Lombardi. Oltre a dedicarsi al teatro, lavora oggi per la televisione, comparendo in Una musica silenziosa, Il commissario De Luca, Boris e nella quinta stagione di Don Matteo. Nel 2014 è nel cast di Take Five, diretto da Guido Lombardi ed è la protagonista di Neve, regia di Stefano Incerti. Dal 2015 al 2018 è nel cast di Tutto può succedere nel ruolo di Feven Neguisse.

## Filmografia

### Cinema
- Last Minute Marocco, regia di Francesco Falaschi (2007)
- Il prossimo tuo, regia di Anne Riitta Ciccone (2009)
- Gardiens de l'ordre, regia di Nicolas Boukhrief (2010)[1]
- Là-bas - Educazione criminale, regia di Guido Lombardi (2011)
- Take Five, regia di Guido Lombardi (2013)
- Neve, regia di Stefano Incerti (2014)[2]
- Nottetempo, regia di Francesco Prisco (2014)
- Pitza e datteri, regia di Fariborz Kamkari (2015)
- Padre, regia di Giada Colagrande (2016)[3]
- Il padre d'Italia, regia di Fabio Mollo (2017)
- Non mi uccidere, regia di Andrea De Sica (2021)
- Pensati sexy, regia di Michela Andreozzi (2024)

### Televisione
- Boris – serie TV, episodi 2x01-2x02 (2008)
- Il commissario De Luca, regia di Antonio Frazzi – miniserie TV, episodio 1 (2008)
- Tutta la musica del cuore, regia di Ambrogio Lo Giudice – miniserie TV, episodi 3-4 (2013)
- Tutto può succedere – serie TV, 40 episodi (2015-2018)[3][4]
- Guida astrologica per cuori infranti – serie TV, 10 episodi (2021-2022)

### Cortometraggi
- The Eater (La mangiatrice), regia di Alessio Pasqua (2010)[5]
- Il continente fantasma, regia di Marco Mario De Notaris (2014)[6]
- Il nido, regia di Christian Filippi (2017)[7]

### Doppiaggio
- Lightyear - La vera storia di Buzz (Lightyear), regia di Angus MacLane (2022)
- Il robot selvaggio (The Wild Robot), regia di Chris Sanders (2024)

## Teatro
- La cerimonia, regia di Walter Manfrè (2001)
- Le dieci giornate del decameron, regia di Maurizio Schmidt (2003)
- Rometta e Giulieo, regia di Abderrahim El Hadiri (2004)
- Misura per misura, regia di Fabio Sonzogni (2004)
- Le onde del mare e dell'amore, regia di Monica Conti (2004)
- Un virsu nel sistema (The Bug) di Richard Strand, regia di Massimo Navone (2005)[8]
- The Kitchen, regia di Massimo Chiesa (2009)
- Girotondo di Arthur Schnitzler, regia di Paolo Sassanelli (2010-2012)
- Sacra famiglia di Achille Platto, regia di Paolo Bessegato (2011)[9]
- One Minute, traduzione di Esther Elisha e Cristina Spina, regia di Cristina Spina (2011)
- La maccheronica ciceronessa, regia di Costanzo Gatta (2012)
- Good People di David Lindsay-Abaire, regia di Roberto Andò (2014)[10]